# Indaial (ort)
Indaial är en ort i Brasilien.   Den ligger i kommunen Indaial och delstaten Santa Catarina, i den södra delen av landet, 1 200 km söder om huvudstaden Brasília. Indaial ligger 66 meter över havet och antalet invånare är 44 359.
Terrängen runt Indaial är huvudsakligen kuperad, men den allra närmaste omgivningen är platt. Runt Indaial är det tätbefolkat, med 613 invånare per kvadratkilometer.. Närmaste större samhälle är Blumenau, 16,6 km öster om Indaial.
I omgivningarna runt Indaial växer i huvudsak städsegrön lövskog.